# 林達 (檢察官)
林達（1975年—），臺灣臺北地方檢察署檢察官。
國立台灣師範大學附屬高級中學畢業，國立臺灣大學法律學系畢業，國立臺灣大學法律學研究所碩士，東吳大學商學院會計學系碩士，國立臺灣大學政治學研究所博士，2016年博士論文題目《我國檢察機關組織改革之研究》。司法官訓練所四十一期結業。曾自願於中華民國陸軍航空特戰部隊服役。2017年以全國檢察官票選第二高票，擔任司法改革國是會議分組委員。 2019年，以全國檢察官票選第一高票，當選檢察官人事審議委員。2020年獲選連任檢審委員。2024年，臺北地檢署林達檢察官與臺灣高等檢察署陳舒怡檢察官並列第一，當選檢審委員。

## 偵辦案件
2006年，林達檢察官加入2006年中華民國國務機要費案公訴團隊，並曾代替因為壓力過大請假療養的公訴主任檢察官張熙懷，擔任主論告。
2007~2008年，拉法葉軍購案，林達檢察官是最高檢特調小組團隊成員。        
2009年，陳前總統案件，林達檢察官是公訴團隊成員，其後並受徵召進入最高檢特偵組。
2011年，檢察官林達承辦裝潢詐騙案件，起訴本案盼能喚起社會重視。消基會房屋委員卓輝華稱許檢方的起訴，強調「這是給不肖業者最好的警惕！」
2013年，由台北地檢署緝毒專組檢察官林達精進的毒品資料庫，功不可沒。檢警在台北3家酒店掃蕩毒品，緝毒犬奏功。
2019年，林達檢察官查賄選追金流，偵辦台辦出資涉臺灣選舉案件，被封為護國檢察官。

## 特殊言行
2006年12月29日，國務機要費案第二次準備庭開庭時，檢察官林達代替請假療養的主任檢察官張熙懷擔任主論告，發言表示：「今日張熙懷主任因病請假。他為了這個案件殫精竭慮，他今天生病了，全國的檢察官都感到非常的悲憤。但真正生病的人，是那幾個惡意中傷他的人，而且他們還病得不輕。」
2017年2月司法改革國是會議籌備委員會公布各分組名單，林達經全國檢察官票選第二名代表檢察機關參加全國司改國是會議，擔任第三組「權責相符高效率的司法」委員。 林達擔任司改國是會議委員期間，針對我國毒品政策提出建言，投書倡議設立毒品法庭及多元處遇來處理毒品成癮犯獲得廣泛注意，多元處遇更做成了司改決議，毒品法庭也獲總統支持並由司法院研議。
2020年7月23日，林達長年推動毒品緩起訴戒癮治療改良及酒駕緩起訴戒酒治療，獲衛生福利部頒發三等衛生福利專業獎章，此獎章旨在表彰社會各界對衛生醫療或社會福利領域具有貢獻人士。
2024年1月22日，林達因曾經擔任2屆檢察官人事審議委員（2019年第一高票當選、2020年獲選連任），林達再次參選的原因是期盼能繼續推進檢察人事一二審輪調、檢察業務的改革，包含工作負擔過重，應如何修改刑事訴訟法、修改運作準則，以及確立檢察官助理的正式預算等，並於2024年第一高票當選，與高檢署陳舒怡檢察官並列第一，也醞釀全國檢察輪調制度改革風氣。
2025年3月17日，林達表示，國家存續就是言論自由的界線，「你不可能又要毀滅國家，又要國家保護你去毀滅她」。同月26日，中共中央臺辦公布首批「台獨打手」名單，包含林達在內，首度出現檢察官。

## 書籍論著
- 林達等合著，《真理的受難者》禪天下出版 ISBN 9789868940604
- 林達，不能安全駕駛罪之實務運作檢討與修法建議（Reviews and the Proposal of the Amendment of an Offence of Unsafe to Drive），軍法專刊，第 62 卷 第 2 期，89-102 頁，2016年4月。
- 林達，毒品危害防制之司法資源整合：從多元處遇及毒品法庭為中心  從毒品多元處遇談毒品法庭－兼論美國毒品法庭，收錄於台灣法學新課題（十四）學術論文集，社團法人台灣法學會主編，元照出版，2019年11月。
- 林達，澳洲毒品法庭及多元處遇之介紹與啟發（Introduction of Australian Drug Courts and Multiple Treatments），軍法專刊，第 67 卷 第 1 期，71-89 頁，2021年2月。
- 林達，證券交易法財報不實罪於追訴與審計之意義－以虛增營收類型化為中心，檢察新論，第 30 期，101-113 頁，2021年12月。
- 林達，美國紐約布魯克林毒品法庭之介紹與啟發（Introducing Brooklyn Treatment Court: Lessons that Inspire），法學叢刊，第 67 卷 第 3 期，153-186 頁，2022年7月。
- 林達，科技監測新趨勢－澳洲污水分析毒品監測計畫之借鏡，檢察新論第 31 期，248-270 頁，2022年11月。
- 林達，刑事訴訟制度之改革發展－新時代刑事司法與精神醫學之整合工程，刑事法雜誌，第 67 卷 第 1 期，57-82 頁，2023年2月。
- 林達等人，「2023 臺日海上犯罪與國家安全」研討會－第 1 場：灰區衝突與海域執法，收錄於最高檢察論壇，第 2 期，243-252 頁，2023年12月。